# Сборная Бельгии по мини-футболу
Национальная сборная Бельгии по мини-футболу представляет Бельгию на международных соревнованиях по мини-футболу. Лучший свой результат на чемпионатах мира показала в 1989 году, заняв четвёртое место. А в 1996 году бельгийцы стали бронзовыми призёрами чемпионата Европы, обыграв сборную Италии в матче за 3-е место.

## Турнирные достижения

### Чемпионат мира по мини-футболу
- 1989 — 4-е место
- 1992 — 2-й раунд
- 1996 — 2-й раунд
- 2000 — 2024 — не квалифицировалась

### Чемпионат Европы по мини-футболу
- 1996 — 3-е место
- 1999 — 1-й раунд
- 2001 — не квалифицировалась
- 2003 — 1-й раунд
- 2005 — не квалифицировалась
- 2007 — не квалифицировалась
- 2010 — 1-й раунд
- 2012 — не квалифицировались
- 2014 — 1-й раунд
- 2016 — 2022 — не квалифицировались